# نه یه فیلم نوجوانی دیگه
نه یه فیلم نوجوانی دیگه (انگلیسی: Not Another Teen Movie) یک فیلم نقیضه نوجوانی آمریکایی در سال ۲۰۰۱ به کارگردانی جوئل گالن و نویسندگی مایکل جی. بندر، آدام جی اپستین، اندرو جیکوبسون، فیل بومن، بادی جانسون. در این فیلم بازیگرانی نظیر کایلر لی، کریس ایوانز، جیمی پرسلی، اریک کریستین اولسن، میا کرشنر، دئون ریچموند، کودی مک‌ماینز، سم هانتیگتون، سرینا وینسنت، رن لستر، رندی کواید، لیسی چابرت، ریلی اسمیت و سمیر آرمسترانگ ایفای نقش می‌کنند.
این فیلم در ۱۴ دسامبر ۲۰۰۱ توسط کلمبیا پیکچرز منتشر شد و نقیضه‌ای از فیلم‌های نوجوانان است.